# Juhlevél

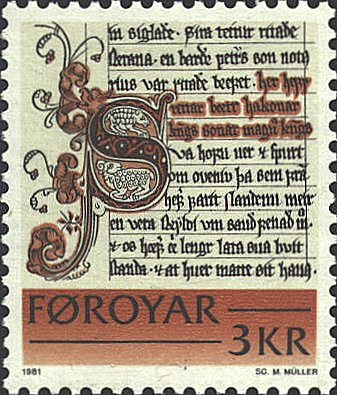
A Juhlevél bevezető szavai a Lundarbókban

A Juhlevél (feröeriül: Seyðabrævið) Feröer legrégebbi fennmaradt oklevele, amely egyben a szigetek történetének legfontosabb középkori dokumentuma. 1298-ból származik, és az akkori norvég alaptörvény (a Landslóg) kiegészítése volt. Alapvetően a feröeri speciális viszonyokra szabott mezőgazdasági rendelkezéseket tartalmaz. Két korabeli másolata maradt fenn, az egyiket a tórshavni nemzeti archívumban, a másikat a Lundi Egyetem könyvtárában őrzik.

## Előzmények
Nem ismert pontosan, hogy a honfoglalás utáni első évszázadokban hogyan kormányozták Feröert. A Feröeriek sagája beszámol róla, hogy a feröeriek a tórshavni Tinganes félszigeten tartották az Althing gyűléseit (melynek utódja a világ egyik legrégebbi parlamentje, a Løgting), valamint hogy a „Forn Landslóg”, valamilyen ősi alaptörvény volt érvényben. Jóllehet az első századokban a Norvégiához kötődő szálak meglehetősen gyengék voltak, feltételezhető, hogy a modell hasonló volt a norvég Gulatingslóghoz.
Az 1271-es Rættarbót (törvényreform) VI. Magnus norvég király nevéhez fűződik, akit Magnus Lógbøti (Törvényalkotó Magnus) néven is említenek. Ez azt mondja ki, hogy a Gulating törvényei Feröeren is érvényesek, kivéve a mezőgazdaság területét, ahol továbbra is saját törvényeik maradnak érvényben.
Magnus alkotta meg a Landslógot, az új alaptörvényt is, amely 1274-ben a Gulatingen lépett érvénybe. Ez a törvény volt érvényben Norvégiában és Feröeren egészen 1604-ig, amikor IV. Keresztély dán király dán nyelvre fordíttatta, felülvizsgáltatta „Norske Lov” (norvég törvény) néven. Ez a törvény volt érvényben 1688-ig, amikor V. Keresztély új „Norske Lov”-ot hozott, amely Feröeren is hatályos volt.

## A Juhlevél keletkezése
A Landslóg nem felelt meg minden részletében Feröeren, főként a mezőgazdaság tekintetében. A törvényt Norvégiára szabták, és az ottani viszonyok több ponton eltértek a feröeri körülményektől.
A feröeriek Haakon Magnusson herceghez fordultak, hogy tegyen valamit a feröeri mezőgazdaság különleges adottságaira való tekintettel. Haakon VI. Magnus fia volt, aki 1284 óta irányott egy hercegséget, amely Østlandet, Agder, Rygjafylkje (ma Rogaland), a Shetland-szigetek és Feröer területét foglalta magába.
Haakon Sjúrðurhoz, Shetland løgmaðurjához, valamint Erlendur püspökhöz fordult (aki 1268-ban lett Feröer püspöke, és 1308-ban halt meg). Ők fogalmazták meg a parasztok nevében azt a nyilatkozatot, amelyre Haakon a törvény kiegészítését alapozhatta. Nem kétséges, hogy ők ketten tekinthetők a Juhlevél szerzőinek is.
A Juhlevél tehát, amely 1298-ban lépett érvénybe, a Landslóg feröeri kiegészítése, amely a feröeri mezőgazdaságra vonatkozó különleges szabályokat tartalmazza, mint például a füves területekre, a juhtartásra, valamint a pásztorok közötti vitás kérdések rendezésére vonatkozó szabályok. Kitér ezen kívül például a cetvadászatra, illetve az elszökött zsellérekkel való bánásmódra is.

### Külső hivatkozások
- Historic Writings, faroestamps.fo (angol, német)
- A Lundarbók[halott link], Lund University Library. A Juh-levél a 132v oldaltól a 135r oldalig tart (6 oldal) (angol)
- Feröeri Nemzeti Levéltár, ahol a Kongsbókot őrzik (angol)
- Loftstovan, ahol valószínűleg Erlendur püspök megírta a Juh-levelet (angol)